# Ужин

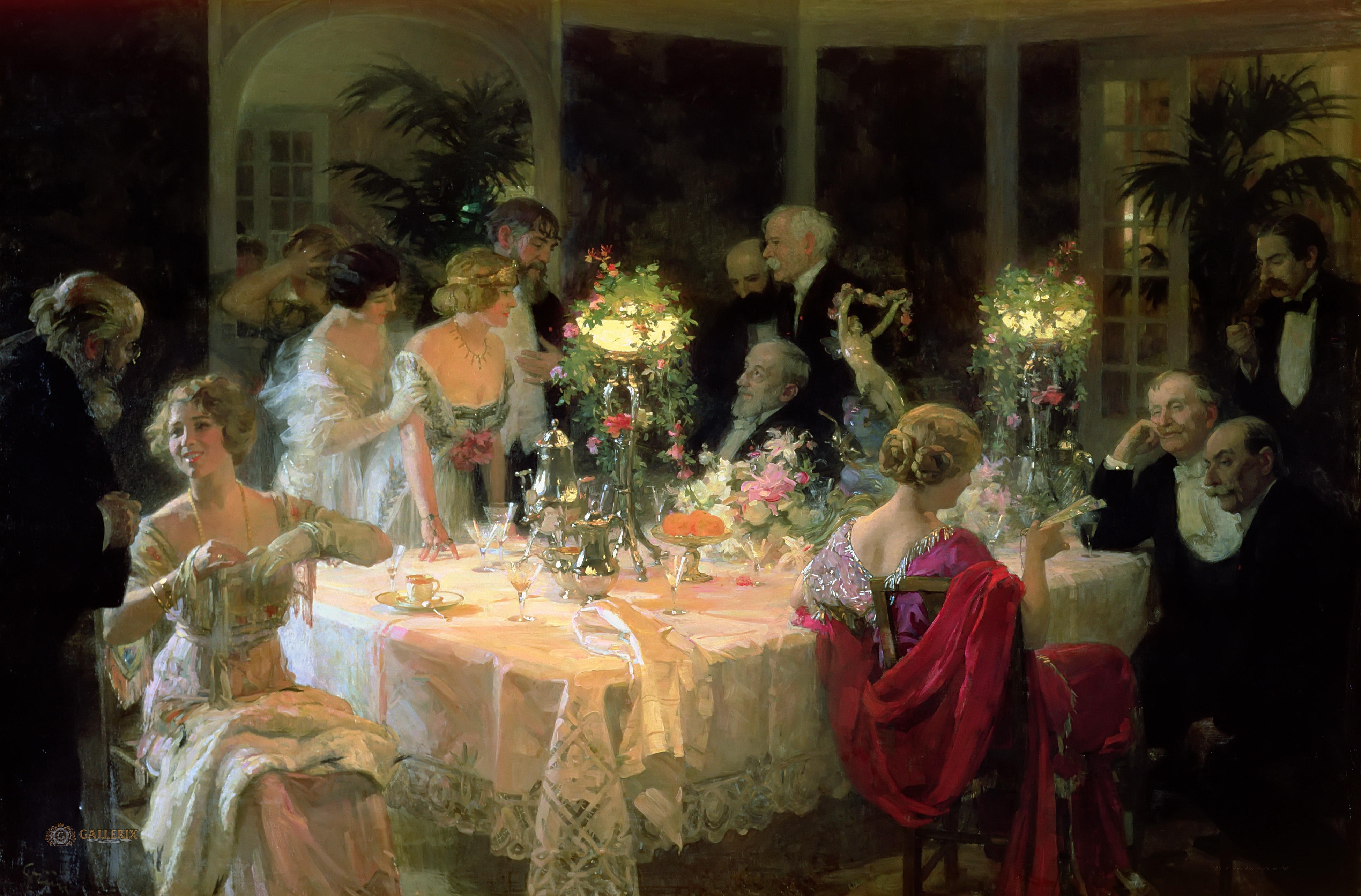
«Конец ужина», Ж. А. Грюн, 1913 в Париже

У́жин (от праслав. jugъ — «еда в полдень») — последний приём пищи в конце дня, как правило, вечером или ночью. Ужин — как один из приёмов пищи, так и сама еда, приготовленная на вечер.
В отелях ужин (англ. dinner) является частью полупансиона или полного пансиона.

## Ужин в различных странах и культурах
В различных культурах существуют различные традиции ужина.
Россия

В литературных памятниках: 
Сын подумал: добрый ужин
Был бы нам, однако, нужен.А. С. Пушкин
Германия, Австрия и Швейцария
В Германии ужин называют Abendessen, также Abendmahlzeit и Abendbrot, на юге Германии и в Швейцарии — Nachtessen и Znacht, а в Австрии — Nachtmahl. Здесь «ужином» считается любой приём пищи вечером или ближе к ночи. Время ужина, вид и объём принимаемой пищи в немецкоговорящих странах могут сильно отличаться у разных людей в зависимости от культурных традиций и индивидуальных привычек. Обычным является ужин ранним вечером, он является последней трапезой, таким типичным ужином может быть хлеб с сыром или колбасой.
Греция
В Греции завтрак часто отсутствует, но ужин считается основным приёмом пищи и является очень плотным.
США и Канада
В англоязычных странах ужин традиционно назывался supper и поедался вечером, в то время как основным приемом пищи был послеполуденный обед, dinner. Со временем, в основном в течение XIX века, обеденное время сдвигалось все позднее и позднее, пока dinner не стал термином для ужина (вечернего приема пищи), а lunch не заменил его в качестве термина для послеполуденного приёма пищи. Окончательный переворот произошёл, однако, уже после Второй мировой войны, американские продуктовые пайки ещё делились на завтрак (breakfast), обед (dinner) и ужин (supper), но это уже тогда казалось старомодным.
К сегодняшнему дню слово supper стало синонимично с dinner, но считается устаревшим, сохранившись в основном в устойчивых словосочетаниях для Тайной вечери (Last Supper) и для благотворительных ужинов (особенно устраиваемых церквями в период сбора урожая, так, в Канаде распространены fowl suppers или fall suppers из индейки, а в США pancake suppers с блинами; в штатах Новая Англия и Мейн, в особенности, встречаются bean suppers из печёных бобов).